# Appikatla
Appikatla är en ort i Indien.   Den ligger i distriktet Guntūr och delstaten Andhra Pradesh, i den södra delen av landet, 1 400 km söder om huvudstaden New Delhi. Appikatla ligger 9 meter över havet och antalet invånare är 1 831.
Terrängen runt Appikatla är mycket platt. Runt Appikatla är det tätbefolkat, med 476 invånare per kvadratkilometer. Närmaste större samhälle är Bāpatla, 9,1 km sydväst om Appikatla. Trakten runt Appikatla består till största delen av jordbruksmark.